# نفی دیاسپورا
نفی دیاسپورا (عبری: שלילת הגלות‎) یک فرض اصلی در بسیاری از جریانات صهیونیسم است. این مفهوم تعهد به صهیونیسم را تشویق می‌کند و برای توجیه انکار امکان رهایی یهودیان در یهودیان دور از وطن (دیاسپورا) استفاده می‌شود. بر طبق آن زندگی در دیاسپورا یا به تبعیض و آزار و اذیت می‌انجامد یا به انحطاط ملی و همگون‌سازی فرهنگی. فرمول معتدل‌تر می‌گوید که یهودیان به‌عنوان یک قوم بدون «مرکز معنوی» در سرزمین اسرائیل آینده‌ای ندارند.